# Walter Planckaert
Walter Planckaert (* 8. April 1948 in Nevele) ist ein belgischer Sportlicher Leiter und ehemaliger Radrennfahrer.

## Sportliche Laufbahn
Ab 1967 war Walter Planckaert als Straßenradsportler aktiv und startete zunächst vorrangig als Amateur bei belgischen Kriterien. Bis zum Ende seiner sportlichen Laufbahn gewann er von diesen mehr als 50. Im Jahr 1971 errang er mit dem Sieg bei Omloop van het Waasland seinen ersten großen Erfolg.
In den folgenden Jahren entschied Planckaert zahlreiche Eintagesrennen sowie einzelne Etappen von Rundfahrten für sich. So gewann er zweimal – 1973 und 1979 – das Rennen Kuurne–Brüssel–Kuurne, 1972 das Amstel Gold Race, 1976 die Flandern-Rundfahrt und E3 Harelbeke, insgesamt sieben Etappen der Belgien-Rundfahrt und deren Gesamtwertung 1977 sowie zwei Etappen von Tirreno–Adriatico. Fünfmal startete er bei der Tour de France und gewann 1978 eine Halbetappe, kam allerdings bei keinem der fünf Starts in Paris an. Dreimal nahm er an der Vuelta a España teil, zweimal gab er auf und bei seiner dritten Teilnahme im Jahr 1981 belegte er Rang 53 in der Gesamtwertung.

## Doping
1977 wurde der Drittplatzierte Planckaert nach der Flandern-Rundfahrt disqualifiziert, nachdem ihm Doping mit Pemolin nachgewiesen werden konnte. Er erhielt eine einmonatige Sperre und musste eine Geldstrafe von 1000 Schweizer Franken bezahlen.

## Berufliches
Nach dem Ende seiner aktiven Radsportlaufbahn wurde Walter Planckaert als Sportlicher Leiter und Teammanager tätig, Funktionen, die er über 30 Jahre ausübte. 1986 begann er als Assistent des Sportlichen Leiters Peter Post bei Panasonic, anschließend wechselte er mehrfach das Team. Seit 2007 ist er einer der Sportlichen Leiter von Sport Vlaanderen-Baloise.
Im Sommer 2017 machte Planckaert Schlagzeilen, als er den Fahrern seines Teams verbot, einen Vollbart zu tragen. Er wolle die „Eleganz des Radsport“ aufrechterhalten, so seine Begründung. Vollbärte seien Motocrossfahrern oder Rugbyspielern vorbehalten, „Rotz und Essensreste“ im Bart der Fahrer „eklig“.
2018 wurde Planckaert 70 Jahre alt und war damit gemeinsam mit Hilaire Van der Schueren (Wanty-Groupe Gobert) der älteste Sportliche Leiter in Belgien. Gemäß den Regelungen des belgischen Radsportverbandes Belgian Cycling und des Weltradsportverbandes UCI ist es wegen seines Alters nicht zulässig, dass er ab 2019 einen Begleitwagen bei Radrennen steuert. Dagegen protestierten Planckaert und Van der Schueren öffentlich. Er habe in all den Jahren niemals einen Unfall gebaut, so Planckaert, und es seien die jüngeren Fahrer, die zu riskanten Manövern neigen würden.

## Familie
Walter Planckaert stammt aus einer flämischen Radsportfamilie. Seine Brüder Willy und Eddy waren Radrennfahrer, ebenso seine Neffen Jo (Sohn von Willy) und Francesco (Sohn von Eddy). Seit 2014 ist auch Eddy junior, der Sohn von Eddy, als Rennfahrer aktiv.

## Erfolge
1971
- Omloop van het Waasland

1972
- Amstel Gold Race

1973
- Kuurne–Brüssel–Kuurne
- eine Etappe Belgien-Rundfahrt
- Mannschaftszeitfahren Tour de France

1974
- eine Etappe Tirreno–Adriatico
- Omloop van het Houtland

1975
- eine Etappe Tirreno–Adriatico

1976
- Flandern-Rundfahrt
- E3 Harelbeke
- Grand Prix de Denain
- Grand Prix d’Orchies
- zwei Halbetappen Belgien-Rundfahrt
- eine Etappe und eine Halbetappe Critérium du Dauphiné Libéré

1977
- Gesamtwertung, eine Etappe und zwei Halbetappen Belgien-Rundfahrt
- Dwars door Vlaanderen
- Grand Prix de Wallonie
- Grote Prijs Jef Scherens
- Halle–Ingooigem
- eine Halbetappe Vier Tage von Dünkirchen

1978
- eine Halbetappe Tour de France
- Prolog Niederlande-Rundfahrt

1979
- Kuurne–Brüssel–Kuurne
- eine Etappe Belgien-Rundfahrt
- eine Etappe Driedaagse van De Panne

1980
- eine Etappe Mittelmeer-Rundfahrt

1984
- Dwars door Vlaanderen
- eine Etappe Mittelmeer-Rundfahrt
- eine Etappe Vier Tage von Dünkirchen
- eine Etappe Niederlande-Rundfahrt

## Monumente des Radsports-Platzierungen
| Monument                 | 1971 | 1972 | 1973 | 1974 | 1975 | 1976 | 1977 | 1978 | 1979 | 1980 | 1981 | 1982 | 1983 | 1984 | 1985 |
| ------------------------ | ---- | ---- | ---- | ---- | ---- | ---- | ---- | ---- | ---- | ---- | ---- | ---- | ---- | ---- | ---- |
| Mailand–Sanremo          | –    | –    | –    | –    | 10   | 4    | 7    | –    | –    | 35   | –    | –    | 108  | –    | 38   |
| Flandern-Rundfahrt       | –    | –    | 4    | –    | 4    | 1    | DSQ  | 9    | 14   | 11   | –    | –    | –    | 27   | 8    |
| Paris–Roubaix            | 20   | 45   | 4    | –    | 11   | –    | –    | 14   | 7    | –    | –    | –    | –    | –    | –    |
| Lüttich–Bastogne–Lüttich | –    | –    | –    | 2    | 33   | –    | –    | –    | –    | –    | –    | –    | –    | –    | –    |
| Lombardei-Rundfahrt      | –    | –    | –    | –    | –    | –    | –    | –    | –    | –    | –    | –    | –    | –    | –    |

## Grand-Tour-Platzierungen
| Grand Tour            | 1971 | 1972 | 1973 | 1974 | 1975 | 1976 | 1977 | 1978 | 1979 | 1980 | 1981 | 1982 |
| --------------------- | ---- | ---- | ---- | ---- | ---- | ---- | ---- | ---- | ---- | ---- | ---- | ---- |
| Vuelta a EspañaVuelta | DNF  | DNF  | –    | –    | –    | –    | –    | –    | –    | –    | –    | 53   |
| Giro d’ItaliaGiro     | –    | –    | –    | –    | –    | –    | –    | –    | –    | –    | –    | –    |
| Tour de FranceTour    | –    | DNF  | DNF  | –    | –    | –    | –    | DNF  | –    | –    | DNF  | DNF  |